# Zamarada saburra
Zamarada saburra là một loài bướm đêm trong họ Geometridae.